# La Garriga
La Garriga település Spanyolországban, Barcelona tartományban. Lakosainak száma 17 305 fő (2024).

## Földrajza
La Garriga Figaró-Montmany, Cànoves i Samalús, Les Franqueses del Vallès és L’Ametlla del Vallès községekkel határos.

## Népesség
A település lakosságának változását az alábbi diagram mutatja:
| Lakosok száma | 773  | 1732 | 3440 | 4121 | 8704 | 12 923 | 14 991 | 15 762 | 16 514 | 17 305 |
|               | 1717 | 1887 | 1936 | 1960 | 1986 | 2004   | 2009   | 2014   | 2019   | 2024   |